# Bāng Chhun-hong
Bāng Chhun-hong (望 春風) est une chanson taïwanaise en hokkien composée par Teng Yu-hsien et écrite par Lee Lin-chiu. 

## Production
Composée par Teng Yu-hsien, un musicien hakka taïwanais, et écrite par Lee Lin-chiu, cette chanson est l'une de leurs œuvres les plus représentatives. Elle est publiée par Columbia Records en 1933, et chantée à l'origine par plusieurs chanteuses de l'époque, telles que Sun-sun, Ai-ai (愛愛) ou Iam-iam (豔豔). Le titre (望春風) signifie littéralement « désir de la brise de printemps ».
Bāng Chhun-hong est adapté en chanson patriotique japonaise sous le titre Daichi wa maneku (大地は招く), ce qui signifie littéralement « La terre nourricière vous appelle ». Elle est réécrite par Koshiji Shirou (越路詩郎) et chantée par Kirishima Noboru (霧島昇). La chanson est également diffusée au Japon par Hitoto Yo, un chanteur japonais de pop. De nombreux chanteurs taïwanais reprennent la chanson, comme Teresa Teng, Showlen Maya, Feng Fei-fei, Stella Chang, et David Tao.
Depuis la publication de cette chanson, des films portant des titres similaires voient le jour, comme le film réalisé par Andou Tarou (安藤太郎) en 1937, et un film de 1977 dont le nom en anglais est The Operations of Spring Wind (litt. « Les opérations du vent printanier »). Bāng Chhun-hong est souvent utilisée comme musique de fond dans des films ou des téléfilms taïwanais. Elle est également un thème de la bande-son de Singapore Dreaming, un film singapourien sorti en 2006.
Un roman biographique homonyme est écrit par Chung Chao-cheng, évoquant la vie de Teng Yu-hsien, le compositeur de la chanson. 